# Dominik Micewicz
Dominik Micewicz herbu Jelita – sędzia ziemski i sędzia ziemiański upicki w latach 1792–1794, stolnik upicki w 1768 roku, cześnik wiłkomierski w 1765 roku.
W 1764 był elektorem Stanisława Augusta Poniatowskiego z powiatu wiłkomierskiego.